# Jim Ligon
James T. „Goose” Ligon (ur. 22 lutego 1944 w Kokomo, zm. 17 kwietnia 2004 w Louisville) – amerykański koszykarz, występujący na pozycjach skrzydłowego i środkowego.

## Osiągnięcia
ABA:
- wicemistrz ABA (1971) z drużyną Kentucky Colonels[1]
- uczestnik meczu gwiazd ABA (1969) w składzie wschodu[2]